# Gustav Freij
Karl Gustav Herbert Freij (Malmö, 17 marzo 1922 – Malmö, 4 agosto 1973) è stato un lottatore svedese, specializzato nella lotta greco-romana.

## Palmarès
- Giochi olimpici

Londra 1948: oro nei pesi leggeri.
Helsinki 1952: argento nei pesi leggeri.
Roma 1960: bronzo nei pesi leggeri.
- Mondiali

Stoccolma 1950: argento nei 67 kg.
Napoli 1953: oro nei 67 kg.
Karlsruhe 1955: bronzo nei 67 kg.